# Emma González Bermello
Emma Rosa González Bermello (Orense, 1931 - Vigo, 14 de enero de 2014) fue una política española.
Nombrada alcaldesa de Vigo en 1978, fue la primera mujer en acceder a la alcaldía de una ciudad gallega. Tras la dimisión de Joaquín García Picher en agosto de 1978, Emma González Bermello asumió la alcaldía. Lo hizo durante poco tiempo y con la oposición de gran parte del incipiente movimiento vecinal. El 3 de abril de 1979 se llevaron a cabo las primeras elecciones municipales tras la muerte de Franco, que llevaron a Manuel Soto del PSdeG-PSOE a la alcaldía. Después fue diputada por la Unión de Centro Democrático en el Parlamento de Galicia (1981-1985) y por Alianza Popular (1986-1987). Año en el que junto con otros diputados de AP abandonaron el partido integrándose en Coalición Galega, siendo diputada de este grupo (1987-1989) y apoyando la moción de censura que otorgó la presidencia al socialista Fernando González Laxe.
| Predecesor: Joaquín García Picher | Alcaldesa de Vigo 1978-1979 | Sucesor: Manuel Soto Ferreiro |